# Pete Gill
Peter Gill (geboren am 9. Juni 1951 in Sheffield) ist ein britischer Schlagzeuger, der bei verschiedenen Rockmusik- und Heavy-Metal-Bands aktiv war. Er spielte bei The Glitter Band, der Begleitband von Gary Glitter, sowie bei Saxon und Motörhead.

## Musikalische Karriere
Pete Gill startete seine musikalische Karriere 1972 als einer von zwei Schlagzeugern der Glittermen, der Begleitband von Gary Glitter. Die Band begleitete Glitter während seiner Charterfolge Rock & Roll (Parts 1 & 2) und I Didn't Know I Loved You (Til I Saw You Rock N Roll) im Jahr 1972 und Do You Wanna Touch Me (Oh Yeah) und Hello Hello I'm Back Again im Jahr 1973. Er verließ die Band, als sie sich von Gary Glitter trennte und sich in The Glitter Band umbenannte.
1978 gehörte Gill zu den Gründungsmitgliedern der Heavy-Metal-Band Son of a Bitch (SOB), die sich 1977 gründete und 1978 in Saxon umbenannte. Er spielte mit Saxon bis 1982 und verließ die Band nach einer Handverletzung, nachdem sie mit ihrem vierten Album Denim and Leather (1981) erfolgreich war und auf Tour gehen wollte. Zu diesem Zeitpunkt gehörte Saxon zu den erfolgreichsten Bands der New Wave of British Heavy Metal (NWoBHM) und tourte mit Motörhead und anderen Bands. Von 1984 bis 1987 spielte er selbst als Drummer bei Motörhead und ersetzte Phil Taylor, besser bekannt als Philthy Animal. Gill spielte auf dem Best-of-Album No Remorse (1984) und 1986 auf dem siebten Studioalbum der Band, Orgasmatron, wurde jedoch nach Differenzen mit Lemmy Kilmister entlassen und durch den wieder zurückkehrenden Taylor ersetzt.
1996 nahm Pete Gill mit seinen ehemaligen Bandkollegen von Saxon, dem Bassisten Steve Dawson und dem Gitarristen Graham Oliver als Son of a Bitch (SOB) das Album Victim You auf.

## Diskographie
mit Glittermen / The Glitter Band und Gary Glitter
- (1972) Rock & Roll (Parts 1 & 2)
- (1972) I Didn't Know I Loved You (Til I Saw You Rock N Roll)
- (1973) Do You Wanna Touch Me (Oh Yeah)
- (1973) Hello Hello I'm Back Again

Anmerkung: Gill ist nicht in den Studioversionen der Songs zu hören, da diese von Co-Autor Mike Leander eingespielt wurden und die Glittermen als Backingband für Liveauftritte und Shows wie Top of the Pops konzipiert war. 
mit Saxon
- (1979) Saxon
- (1980) Wheels of Steel
- (1980) Strong Arm of the Law
- (1981) Denim and Leather

mit Motörhead
- (1984) No Remorse
- (1986) Orgasmatron

mit Son Of A Bitch
- (1996) Victim You